# مرسدس-بنز ۲۶۰ دی
مرسدس-بنز ۲۶۰ دی (به انگلیسی: Mercedes-Benz 260 D) خودرویی است که از سال ۱۹۳۶ تا ۱۹۴۰ توسط شرکت مرسدس بنز و در کشور آلمان تولید شده‌است. جهان در دهه ۱۹۳۰ میلادی هنوز سال‌ها با بحران انرژی فاصله داشت، اما کم بودن تعداد جایگاه‌های سوخت رانندگان را به میزان مصرف سوخت ماشینشان حساس کرده بود. برای حل این مشکل، مرسدس بنز پنجاه سال پس از ساخت اولین اتومبیل، در فوریه ۱۹۳۶ مدل ۲۶۰ دی را عرضه کرد، که اولین اتومبیل با موتور دیزل در جهان بود.
حجم این موتور چهار سیلندر ۲٫۶ لیتر بود و ۴۵ اسب بخار قدرت تولید می‌کرد. این اتومبیل می‌توانست با یک باک، ۵۰۰ کیلومتر حرکت کند. این مصرف کم، ابتدا مورد توجه رانندگان تاکسی قرار گرفت. اما جذابیتش به این محدود نشد و ساخت آن آغازگر روندی در صنعت خودروسازی شد، که تا امروز نیز ادامه دارد.چندین از ماشین های بنز مرسدس به اشرافزادگان از طرف هیتلر هدیه داد شده.